# Géza Tóth
Géza Tóth (ur. 25 stycznia 1932 w miejscowości Sorokpolány, zm. 4 października 2011 w Szombathely) – węgierski sztangista, srebrny medalista olimpijski oraz wielokrotny medalista mistrzostw świata i Europy.

## Kariera
Początkowo startował w wadze lekkociężkiej (do 82,5 kg), a od 1965 roku występował w wadze półciężkiej (do 90 kg). W 1960 roku wystartował na igrzyskach olimpijskich w Rzymie, kończąc rywalizację na czwartej pozycji. Walkę o podium przegrał tam z Polakiem Janem Bochenkiem o 2,5 kg. Pierwszy medal w karierze zdobył w 1961 roku, kiedy zdobył srebrny medal na mistrzostwach świata w Wiedniu. W zawodach tych rozdzielił na podium Rudolfa Plukfieldiera z ZSRR i Tommy’ego Kono z USA. Następnie zajmował trzecie miejsce podczas mistrzostw świata w Budapeszcie w 1963 roku i rozgrywanych rok później mistrzostw świata w Sztokholmie. W 1964 roku zdobył srebrny medal na igrzyskach olimpijskich w Tokio, plasując się za Plukfielderem a przed swym rodakiem Győző Veresem, z którym wygrał wagą ciała.
Po przejściu do wyższej kategorii wagowej zdobył brązowy medal na mistrzostwach świata w Teheranie, przegrywając tylko z Brytyjczykiem Louisem Martinem i Władimirem Gołowanowem z ZSRR. Już rok później, podczas mistrzostw świata w Berlinie zdobył złoty medal, wyprzedzając dwóch Polaków: Ireneusza Palińskiego i Marka Gołąba. W 1968 roku brał udział w igrzyskach w Meksyku, gdzie w wadze półciężkiej spalił wszystkie próby w wyciskaniu i ostatecznie nie był klasyfikowany. Rok później zajął trzecie miejsce na mistrzostwach świata w Warszawie, gdzie lepsi byli tylko Kaarlo Kangasniemi z Finlandii i Szwed Bo Johansson. Wynik ten powtórzył na mistrzostwach świata w Columbus w 1970 roku, tym razem ulegając Wasilijowi Kołotowowi z ZSRR i Philipowi Grippaldiemu z USA.
Ponadto zdobył sześć medali na mistrzostwach Europy: złote ME w Moskwie (1964) i ME w Berlinie (1966), srebrne na ME w Wiedniu (1961) i ME w Budapeszcie (1962) oraz brązowe podczas ME w Sztokholmie (1963) i ME w Warszawie (1969).
Pobił jeden rekord świata.